# Sonderkommando (lager)

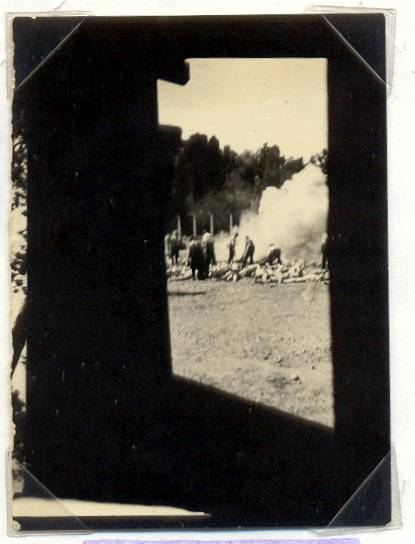
Sonderkommando ad Auschwitz-Birkenau, agosto 1944 (foto clandestina)

Il termine Sonderkommando (in italiano: unità speciale) identificò gli speciali gruppi di deportati, per la maggior parte di origine ebraica, obbligati a collaborare con le autorità nazionalsocialiste all'interno dei campi di sterminio nel contesto della Shoah.
Compito principale dei Sonderkommando fu collaborare con le SS nel processo di sterminio di altri ebrei deportati insieme a loro, durante le operazioni di rimozione dei corpi dalle camere a gas e quelle successive di cremazione.

## Vita e morte neiSonderkommando
I Sonderkommando furono attivi in molti campi di concentramento, come quelli di Majdanek e di Auschwitz e in campi di sterminio, come quelli di Sobibór, Treblinka e Bełżec.
I potenziali membri di questa speciale unità venivano selezionati dalle autorità dei campi direttamente all'arrivo dei convogli di deportati: erano principalmente giovani ebrei di robusta costituzione fisica, necessaria per il lavoro gravoso.
I Sonderkommando raggiunsero notevoli dimensioni di manodopera impiegata, soprattutto ad Auschwitz (principale centro di sterminio dell'apparato nazista), dove vennero impiegati fino ad oltre mille deportati.
I membri di questa unità vivevano in appositi settori dei campi, completamente separati dai restanti deportati per impedire ogni fuga di notizie.
Normalmente, i Sonderkommando ricevevano, da parte delle autorità tedesche di guardia ai lager, un trattamento migliore: maggiori quantità di cibo, migliori vestiti ed anche, per meglio sopportare l'orribile lavoro, alcolici.
Nelle parole di Primo Levi, internato ad Auschwitz-Monowitz e autore di Se questo è un uomo:
(Primo Levi, tratto da I sommersi e i salvati – libro on-line)
Molti storici e alcuni deportati sopravvissuti criticarono successivamente l'operato dei Sonderkommando, accusandoli di «non aver fatto nulla», di non essersi ribellati, di non aver rifiutato l'infame compito, di non aver preferito la morte all'orribile lavoro.
Lo stesso Primo Levi li definì «corvi neri del crematorio» e li dipinse come brutali, selvaggi, criminali.
Tuttavia, la sua non è una condanna senza appello, ma anzi chiede una riflessione più profonda; infatti, nelle sue parole:
(Primo Levi, tratto da I sommersi e i salvati – libro on-line)
In effetti, non esistevano alternative per un deportato selezionato per il Sonderkommando, o la morte immediata oppure la tenue speranza di sopravvivere almeno per qualche mese: anche in caso di rifiuto, qualcuno sarebbe stato "convinto" a prendere il loro posto. I pochissimi sopravvissuti di queste unità speciali, a differenza di molti altri deportati, non sentirono, in maggioranza, la necessità di scrivere le loro impressioni e memorie: il loro destino di «complici dei carnefici» era troppo crudele anche per essere ricordato.
Rimangono solo poche testimonianze, tra le quali quelle degli italiani Shlomo Venezia ed Enrico Vanzini, che cercano di inquadrare meglio il problema della collaborazione:
(Salmen Lewental, sopravvissuto del Sonderkommando di Auschwitz)
(Chaim Herman, manoscritto sepolto e ritrovato dopo il conflitto nei pressi dei forni crematori di Auschwitz)
Nonostante le molte critiche, alcuni membri cercarono di resistere (vedi sotto), altri preferirono suicidarsi, altri – e forse furono la maggioranza – persero ogni inibizione morale, reagendo con l'apatia all'orrore, ben sapendo che di lì a poco avrebbero seguito lo stesso destino di coloro che stavano collaborando ad uccidere, pagando così, con la vita, il prezzo dei loro "peccati".
Rudolf Höss, primo e storico comandante del campo di concentramento di Auschwitz, così descrisse, seppur con chiaro intento denigratorio, una scena che in qualche maniera cerca di descrivere i livelli di degrado umano che venivano raggiunti:
Che cosa dava agli ebrei del Sonderkommando la forza di assolvere giorno e notte ad un compito così orrendo? Speravano forse in un evento particolare che li salvasse dalla morte all’ultimo momento? O gli orrori cui avevano assistito avevano ucciso in loro la sensibilità, oppure, ancora, erano troppo deboli per farla finita da sé e sottrarsi così a quell’“esistenza”?
Li ho osservati molto a lungo e attentamente, ma non sono in grado di dare spiegazioni sul loro comportamento.»
(Rudolf Höss, tratto da Comandante ad Auschwitz – ulteriori passi tratti dal libro)
A conoscenza della verità che si celava dietro l'eufemistico termine soluzione finale della questione ebraica, il sistematico sterminio del popolo ebraico, i Sonderkommando vennero a loro volta periodicamente eliminati per mantenere il segreto circa il destino di milioni di persone deportate da tutta l'Europa controllata dai nazisti.
Nel campo di concentramento di Auschwitz, ad esempio, si susseguirono negli anni dodici diversi Sonderkommando eliminati di volta in volta al termine delle diverse Aktion – termine con il quale i tedeschi definivano lo sterminio dei diversi gruppi nazionali. Ogni Sonderkommando "viveva" tre mesi, per poi essere sostituito da un nuovo Sonderkommando.

## Compiti deiSonderkommando
I membri dei Sonderkommando non collaborarono direttamente alle operazioni di uccisione che vennero effettuate esclusivamente da personale tedesco mediante monossido di carbonio in una prima fase e successivamente con Zyklon B (acido cianidrico).
I compiti principali dei Sonderkommando consistevano in:
- Accompagnare, insieme al personale delle SS, i nuovi arrivati verso le camere a gas cercando di inculcare un senso di falsa sicurezza in coloro che stavano per essere uccisi. Era loro vietato, pena la morte, svelare quello che di lì a poco sarebbe successo. Questo non avveniva certo per motivi umanitari: la notizia avrebbe potuto generare rivolte e di conseguenza rallentare il processo di sterminio.
- Aiutare i deportati a svestirsi dei loro abiti ed accompagnarli fino alle camere a gas, normalmente mascherate da locali doccia.
- Rimuovere i corpi dalle camere a gas dopo l'avvenuta gassazione.
- Estrarre eventuali denti d'oro dai cadaveri.
- Radere i capelli delle donne uccise. I capelli venivano poi imballati ed inviati in Germania dove venivano utilizzati dall'industria tedesca.
- Ripulire le camere a gas e prepararle nel minor tempo possibile per un nuovo gruppo di deportati.
- Trasportare i corpi verso i crematori.
- Alimentare i forni crematori con i cadaveri.
- Disperdere le ceneri dopo la cremazione.

Inoltre, con l'avvicinarsi del termine del conflitto, i Sonderkommando vennero impiegati per nascondere le tracce dell'avvenuto sterminio operando per:
- Dissotterrare e cremare in grandi roghi le vittime precedentemente non cremate
- Smantellare gli impianti di sterminio occultando ogni prova visibile attraverso la demolizione dei fabbricati e lavori di sistemazione del terreno.

## Resistenza deiSonderkommando
Nonostante l'orribile compito loro assegnato, e il generalizzato disprezzo che veniva loro rivolto dagli altri deportati, i membri dei Sonderkommando, cercarono, ove possibile, di organizzare forme di resistenza:
- Alcuni membri nascosero diari e documenti che comprovavano i meccanismi dello sterminio. La maggior parte delle prove venne seppellita in contenitori metallici nei dintorni dei crematori e molti di essi sono stati ritrovati dopo decenni.
- In collaborazione con la resistenza esterna ed interna ai Lager cercarono di far conoscere al mondo "esterno" quello che stava accadendo all'interno dei campi di sterminio attraverso prove fotografiche e documenti sottratti alle autorità tedesche. Queste notizie, raccolte tra inimmaginabili difficoltà e a rischio della vita, vennero fatte filtrare dalla Resistenza – principalmente quella polacca – fino alle nazioni alleate: in molti casi esse vennero semplicemente ignorate.
- Ove possibile cercarono di sabotare, rallentandolo, il processo di sterminio.

### L'evasione di massa da Sobibór
Il Campo di sterminio di Sobibór fu teatro dell'unico tentativo riuscito di rivolta da parte di prigionieri ebrei in un campo di concentramento.
Il 14 ottobre 1943, alcuni membri di un'organizzazione interna segreta con a capo l'ufficiale dell'armata rossa Aleksandr Pečerskij, riuscirono a uccidere 11 guardie delle SS e un certo numero di guardie ucraine: sebbene il loro piano consistesse nell'uccidere tutto il personale delle SS e fuggire in massa dal campo, tali uccisioni vennero scoperte anticipatamente rispetto ai piani, e gli internati iniziarono a fuggire sotto i colpi di fucile delle altre guardie. Circa metà dei 600 internati a Sobibór riuscirono a fuggire dal campo; tuttavia la gran parte venne ripresa e fucilata nei giorni successivi, ma circa 50 riuscirono a sopravvivere alla guerra. I nazisti decisero perciò di chiudere e smantellare il campo, e cercarono di occultare il luogo, piantando centinaia di alberi.

### La rivolta delSonderkommandodi Auschwitz
L'episodio più importante (e forse più conosciuto) di resistenza dei sonderkommando avvenne il 7 ottobre 1944 quando i membri del Sonderkommando di Auschwitz – nell'imminenza di una preventivata fine dovuta all'esaurirsi della deportazione degli ebrei ungheresi – si ribellarono alle SS uccidendone tre e facendo saltare un forno crematorio (Krematorium IV) con dell'esplosivo ottenuto grazie alla collaborazione di alcune donne ebree di nazionalità polacca (Ala Gertner, Róża Robota, Ester Wajcblum e Regina Safirsztajn) impiegate presso le fabbriche di munizioni dei dintorni.
La rivolta si risolse in un bagno di sangue, i deportati ribelli vennero sterminati: furono uccisi 452 uomini. Il 10 ottobre erano rimasti in vita solo 198 membri del Sonderkommando: 154 del Krematorium III e 44 del IV. Le SS intrapresero una serie di ricerche su coloro che avevano collaborato a procurare l'esplosivo e aiutato a farlo pervenire all'interno del campo.
Il risultato di tali ricerche fu l'impiccagione delle quattro donne polacche il 6 gennaio 1945.
Nel maggio del 1945, alla fine della guerra, erano ancora in vita poco più di 90 uomini appartenuti al Sonderkommando di Birkenau: tra questi, quattro italiani.

## Testimoni e sopravvissuti
Tra il 1943 e il 1944, alcuni membri del Sonderkommando furono in grado di procurarsi del materiale per scrivere e registrare alcune delle loro esperienze e ciò a cui avevano assistito a Birkenau. Questi documenti furono sepolti nel terreno dei crematori e recuperati dopo la guerra. Cinque uomini sono stati identificati come autori di questi manoscritti: Salmen Gradowski, Zalman Lewental, Leib Langfus, Chaim Herman e Marcel Nadjari. I primi tre hanno scritto in yiddish, Herman in francese e Nadjari in greco. Il manoscritto di Nadjari che egli aveva interrato in un termos e che fu ritrovato per caso solo nel 1980, risultava in gran parte illeggibile ma grazie all'utilizzo di nuove tecnologie è stato di recente quasi interamente decifrato.
Esistono poi quattro fotografie scattate clandestinamente nell'agosto 1944 da un membro del Sonderkommando (un ebreo greco, probabilmente Alberto Errera), e che furono fatte uscire fuori dal campo dalla resistenza polacca. Le foto del Sonderkommando sono gli unici documenti visivi delle operazioni di sterminio e di cremazione dei cadaveri che si svolgevano presso le camere a gas. Le fasi precedenti (l'arrivo dei treni, la selezione dei prigionieri, il loro tragitto fino al boschetto di betulle adiacente alle camere a gas) sono invece ben documentate nell'Auschwitz Album, una collezione di circa 200 foto scattate da militari SS, all'arrivo di un trasporto di ebrei ungheresi a fine maggio 1944.
Al termine del conflitto rimanevano in vita solo poche decine di appartenenti ai Sonderkommando, tra i quali gli italo-greci Shlomo Venezia e Maurice Venezia. Solo quattro sopravvissuti misero per iscritto le loro memorie negli anni immediatamente seguenti alla conclusione del conflitto: Marcel Najdari, Leon Cohen, Filip Müller, e Miklós Nyiszli (quest'ultimo, pur non essendo propriamente un membro del Sonderkommando, fu però ad esso aggregato come medico). Testimonianze dirette di membri dei Sonderkommando sono presenti nel documentario Shoah di Claude Lanzmann (1985), e in anni più recenti sono state raccolte in libri e pubblicazioni.

### Testimonianze di membri di Sonderkommando
- Shlomo Venezia, Sonderkommando Auschwitz. La verità sulle camere a gas. Una testimonianza unica, Rizzoli, 2007, ISBN 8817017787
- Salmen Gradowski, Sonderkommando. Diario da un crematorio di Auschwitz, 1944, Marsilio, 2002, ISBN 8831779117
- AA.VV., La voce dei sommersi. Manoscritti ritrovati di membri del Sonderkommando di Auschwitz, Marsilio, 1999, ISBN 8831772457
- AA.VV., Testimoni della catastrofe. Deposizioni di prigionieri del Sonderkommando ebraico di Auschwitz (1945), Ombre Corte, 2004, ISBN 8887009511
- Miklós Nyiszli, Sono stato l'assistente del Dottor Mengele, Zane, 2008, ISBN 889032273X
- Enrico Vanzini, L'ultimo sonderkommando italiano: A Dachau ero il numero 123343, Rizzoli, 2013, ISBN 8817067458
- Antonio Boldrin, video racconto,http://www.memoro.org/it/testimone.php?ID=3406

## Memoria
Yad Vashem onora e ricorda le quattro donne ebree Estusia Wajcblum, Ala Gertner, Roza Robota, Regina Safirsztajn che resero possibile la rivolta del Sonderkommando, con un monumento nel giardino che commemora personaggi legati all'Olocausto. Inaugurato con una cerimonia il 19 giugno 1991, il monumento dedicato alle quattro coraggiose donne avvenne anche alla presenza di Anna e Sabina Wajcblum sorelle di Estusia, che nell'occasione ebbero il privilegio di accendere la fiamma eterna.

## Film sul Sonderkommando
- Shoah, Claude Lanzmann, 1985
- La zona grigia, Tim Blake Nelson, 2001
- Il figlio di Saul, László Nemes, 2015